# Airyantha borneensis
Airyantha borneensis es una especie de arbusto perteneciente a la familia de las fabáceas.

## Distribución y hábitat
Se encuentra en Asia donde se distribuye por Brunéi, Malasia, Filipinas,  Sabah y  Sarawak. 

## Taxonomía
Airyantha borneensis fue descrita por (Oliv.) Brummitt y publicado en Journal of Botany, British and Foreign 66: 141. 1928.
Sinonimia
- Baphia borneensis Oliv.
- Baphiastrum borneense (Oliv.) Yakovlev[3][4]